# Campeonato Argentino de Futebol de 2020 – Terceira Divisão (Torneo Federal A)
O Torneo Federal A do Campeonato Argentino de Futebol de 2020, também conhecido como Torneo Transición Federal A 2020 ou Torneo Federal A Transición 2020, foi a 8.ª edição do certame, equivalente à terceira divisão do futebol argentino para clubes indiretamente afiliados à Associação do Futebol Argentino (AFA). A organização do campeonato estave a cargo do Conselho Federal do Futebol Argentino (CFFA), órgão interno da AFA, responsável pela organização do futebol no interior da Argentina. A edição desta temporada contou com a participação de 26 dos 30 clubes que participaram da temporada de 2019–20, que foi suspensa e posteriormente cancelada devido à pandemia de COVID-19). Outorgou dois acessos diretos à Primera Nacional de 2021 (antiga Primera B Nacional), com possibilidade de ter um terceiro acesso, e não rebaixará nenhum time ao Torneo Regional Federal de 2021. A temporada começou em 4 de dezembro de 2020 e terminou em 31 de janeiro de 2021.
O campeão da edição foi o Güemes, de Santiago del Estero, que levantou seu primeiro título do torneio e foi promovido à Primera Nacional de 2021. O time santiagueño conquistou a promoção depois de vencer nos pênaltis por 4–2 o Villa Mitre de Bahía Blanca (após um 1–1 no tempo normal) na final do Torneo Federal de 2020. Por sua vez, o Deportivo Maipú venceu o Torneo Reducido e também foi promovido para a edição de 2021 da Primera Nacional. A tão sonhada promoção surgiu após a vitória por 2–0 sobre o Deportivo Madryn na final pelo pelo segundo acesso à segunda divisão do futebol argentino.

## Regulamento

### Sistema de disputa
O regulamento dividiu a competição em quatros fases: Classificatória, Reválida, Final e Reclassificatória. Por tratar-se de um torneio de transição, não tivemos nenhum time rebaixado ao final da competição. Os 26 times participantes foram colocadas nas zonas de acordo com os agrupamentos e as colocações na temporada anterior. Devido à desistência de quatro clubes, uma zona foi composta por catorze participantes e a outra zona por doze. Os sete melhores times de cada zona no momento da suspensão da temporada de 2019–20 jogaram na fase classificatória, que por sua vez, foi dividida em duas zonas, Norte e Sul, enquanto os times restantes de cada zona jogaram na fase Reválida, onde também foram divididos em zonas Norte e Sul. As duas fases foram disputadas no sistema de todos contra todos (sistema de pontos corridos) e cada time enfrentou os outros times de sua zona uma única vez (turno único).
Ao final das duas primeiras fases, a competição tomou vários rumos: os líderes de cada zona da fase classificatória avançaram para a fase final, que definiu o primeiro time promovido à Primera Nacional da AFA; os clubes restantes da fase classificatória, não classificados para a fase final, avançaram para a fase reclassificatória em busca da segunda vaga para a Primera Nacional da AFA; por sua vez, somente os líderes de cada zona do Reválida se classificaram para a fase reclassificatória; enquanto que os demais participantes do Reválida foram eliminados da disputa.
A fase final foi disputada em partida única, em campo neutro escolhido pela CFFA. O vencedor garantiu vaga na Primera Nacional da AFA de 2021. O perdedor classificou-se para as quartas de final da fase reclassificatória. Em caso de igualdade no placar ao final dos 90 minutos do tempo regulamentar, o vencedor foi decidido mediante a cobrança de pênaltis.
A fase reclassificatória, dividida em oitavas de final, quartas de final, semifinal e final, foi disputada no sistema mata-mata, em jogos únicos. O mando de campo foi do time com o melhor desempenho na competição de acordo com critérios específicos do regulamento. Em caso de igualdade no placar ao final dos 90 minutos do tempo regulamentar, o desempate foi decidido mediante a cobrança de pênaltis. O vencedor do mata-mata ganhou a segunda vaga na Primera Nacional da AFA de 2021. Além disso, o perdedor da final pela segundo acesso, disputará uma repescagem (playoff) de promoção contra um clube da Primera B Metropolitana da AFA pela terceira e última vaga na Primera Nacional da AFA de 2021. O desempate em caso de empate ao final do tempo regulamentar também será decidido na cobrança de pênaltis.

## Participantes

### Informações dos clubes
| Clube                        | Cidade                      | Província           | Estádio (mando)               | Em 2019–20          |
| ---------------------------- | --------------------------- | ------------------- | ----------------------------- | ------------------- |
| Boca Unidos                  | Corrientes                  | Corrientes          | Leoncio Benítez               | 11º lugar da Zona A |
| Central Norte                | Salta                       | Salta               | Doctor Luis Güemes            | 5º lugar da Zona A  |
| Chaco For Ever               | Resistência                 | Chaco               | Juan Alberto García           | 3º lugar da Zona A  |
| Cipolletti                   | Cipolletti                  | Río Negro           | La Visera de Cemento          | 11º lugar da Zona B |
| Círculo Deportivo            | Comandante Nicanor Otamendi | Buenos Aires        | Guillermo Trama               | 12º lugar da Zona B |
| Defensores                   | Pronunciamiento             | Entre Ríos          | Delio Cardozo                 | 6º lugar da Zona A  |
| Defensores de Belgrano       | Villa Ramallo               | Buenos Aires        | Salomón Boeseldín             | 8º lugar da Zona A  |
| Deportivo Camioneros         | Nueve de Abril              | Buenos Aires        | Hugo Moyano                   | 9º lugar da Zona B  |
| Deportivo Madryn             | Puerto Madryn               | Chubut              | Abel Sastre                   | 4º lugar da Zona B  |
| Deportivo Maipú              | Maipú                       | Mendoza             | Omar Higinio Sperdutti        | 2º lugar da Zona B  |
| Desamparados                 | San Juan                    | San Juan            | El Serpentario                | 12º lugar da Zona B |
| Douglas Haig                 | Pergamino                   | Buenos Aires        | Miguel Morales                | 7º lugar da Zona A  |
| Estudiantes                  | San Luis                    | San Luis            | Héctor Odicino y Pedro Benoza | 10º lugar da Zona B |
| Güemes                       | Santiago del Estero         | Santiago del Estero | Arturo Miranda                | 1º lugar da Zona A  |
| Huracán Las Heras            | Las Heras                   | Mendoza             | General San Martín            | 3º lugar da Zona B  |
| Juventud Unida               | Gualeguaychú                | Entre Ríos          | De los Eucaliptos             | 12º lugar da Zona A |
| Juventud Unida Universitario | San Luis                    | San Luis            | Mario Sebastián Diez          | 6º lugar da Zona B  |
| Olimpo                       | Bahía Blanca                | Buenos Aires        | Roberto Natalio Carminatti    | 8º lugar da Zona B  |
| Sansinena                    | General Cerri               | Buenos Aires        | Luis Molina                   | 7º lugar da Zona B  |
| Sarmiento                    | Resistência                 | Chaco               | Centenario                    | 2º lugar da Zona A  |
| Sol de Mayo                  | Viedma                      | Río Negro           | Sol de Mayo                   | 15º lugar da Zona B |
| Sportivo Belgrano            | San Francisco               | Córdoba             | Oscar Carlos Boero            | 14º lugar da Zona A |
| Sportivo Las Parejas         | Las Parejas                 | Santa Fé            | Fortaleza del Lobo            | 4º lugar da Zona A  |
| Sportivo Peñarol             | Chimbas                     | San Juan            | Ramón Pablo Rojas             | 14º lugar da Zona B |
| Unión                        | Sunchales                   | Santa Fé            | Fortaleza del Bicho           | 10º lugar da Zona A |
| Villa Mitre                  | Bahía Blanca                | Buenos Aires        | El Fortín                     | 1º lugar da Zona B  |

### Desistências
Os seguintes times se recusaram a participar desta temporada e retornarão na temporada de 2021.
| Clube              | Cidade                 | Província  | Estádio (mando)               | Em 2019–20          |
| ------------------ | ---------------------- | ---------- | ----------------------------- | ------------------- |
| Crucero del Norte  | Garupá                 | Misiones   | Comandante Andrés Guacurarí   | 9º lugar da Zona A  |
| Ferro Carril Oeste | General Pico           | La Pampa   | El Coloso del Barrio Talleres | 5º lugar da Zona B  |
| Gimnasia y Esgrima | Concepción del Uruguay | Entre Ríos | Manuel y Ramón Núñez          | 15º lugar da Zona A |
| San Martín         | Formosa                | Formosa    | 17 de Octubre                 | 13º lugar da Zona A |

## Fase Classificatória

### Zona Norte
| Pos | Equipe               | Pts | J | V | E | D | GP | GC | SG | Classificação                         |  | GÜE | CNO | CFE | DOU | SAR | DPR | SLP |
| --- | -------------------- | --- | - | - | - | - | -- | -- | -- | ------------------------------------- |  | --- | --- | --- | --- | --- | --- | --- |
| 1   | Güemes               | 15  | 6 | 5 | 0 | 1 | 10 | 5  | +5 | Final pelo primeiro acesso            |  | —   | 2–1 | —   | 1–0 | 1–0 | —   | —   |
| 2   | Central Norte        | 10  | 6 | 3 | 1 | 2 | 7  | 6  | +1 | Oitavas de final da Reclassificatória |  | —   | —   | 2–1 | 1–1 | —   | —   | 1–0 |
| 3   | Chaco For Ever       | 9   | 6 | 3 | 0 | 3 | 8  | 6  | +2 | Oitavas de final da Reclassificatória |  | 2–0 | —   | —   | —   | 0–2 | 3–1 | —   |
| 4   | Douglas Haig         | 9   | 6 | 2 | 3 | 1 | 5  | 4  | +1 | Oitavas de final da Reclassificatória |  | —   | —   | 1–0 | —   | —   | 0–1 | 2–2 |
| 5   | Sarmiento (R)        | 7   | 6 | 2 | 1 | 3 | 4  | 5  | −1 | Oitavas de final da Reclassificatória |  | —   | 1–0 | —   | 0–1 | —   | —   | 1–1 |
| 6   | Defensores (P)       | 5   | 6 | 1 | 2 | 3 | 5  | 8  | −3 | Oitavas de final da Reclassificatória |  | 0–2 | 1–2 | —   | —   | 2–0 | —   | —   |
| 7   | Sportivo Las Parejas | 3   | 6 | 0 | 3 | 3 | 6  | 11 | −5 | Oitavas de final da Reclassificatória |  | 2–4 | —   | 0–2 | —   | —   | 1–1 | —   |

### Zona Sul
| Pos | Equipe                       | Pts | J | V | E | D | GP | GC | SG | Classificação                         |  | VMI | DEM | OLI | JUU | HLH | DMA | SAN |
| --- | ---------------------------- | --- | - | - | - | - | -- | -- | -- | ------------------------------------- |  | --- | --- | --- | --- | --- | --- | --- |
| 1   | Villa Mitre                  | 12  | 6 | 3 | 3 | 0 | 9  | 5  | +4 | Final do Primeiro Acesso              |  | —   | 1–0 | 3–1 | 1–1 | —   | —   | —   |
| 2   | Deportivo Maipú              | 10  | 6 | 3 | 1 | 2 | 7  | 4  | +3 | Oitavas de final da Reclassificatória |  | —   | —   | 0–1 | 2–1 | —   | 3–0 | —   |
| 3   | Olimpo                       | 10  | 6 | 3 | 1 | 2 | 6  | 5  | +1 | Oitavas de final da Reclassificatória |  | —   | —   | —   | —   | 2–0 | 2–0 | 0–0 |
| 4   | Juventud Unida Universitario | 8   | 6 | 2 | 2 | 2 | 8  | 6  | +2 | Oitavas de final da Reclassificatória |  | —   | —   | 2–0 | —   | 0–1 | 2–2 | —   |
| 5   | Huracán Las Heras            | 7   | 6 | 2 | 1 | 3 | 4  | 6  | −2 | Oitavas de final da Reclassificatória |  | 2–2 | 0–1 | —   | —   | —   | —   | 1–0 |
| 6   | Deportivo Madryn             | 7   | 6 | 2 | 1 | 3 | 6  | 10 | −4 | Oitavas de final da Reclassificatória |  | 1–2 | —   | —   | —   | 1–0 | —   | 2–1 |
| 7   | Sansinena                    | 3   | 6 | 0 | 3 | 3 | 2  | 6  | −4 | Oitavas de final da Reclassificatória |  | 0–0 | 1–1 | —   | 0–2 | —   | —   | —   |

## FaseReválida

### Zona Norte
| Pos | Equipe                          | Pts | J | V | E | D | GP | GC | SG | Classificação                         |     | SPB | JUG | BOU | UNS | DEF |
| --- | ------------------------------- | --- | - | - | - | - | -- | -- | -- | ------------------------------------- | --- | --- | --- | --- | --- | --- |
| 1   | Sportivo Belgrano               | 10  | 4 | 3 | 1 | 0 | 8  | 3  | +5 | Oitavas de final da Reclassificatória |     | —   | 3–2 | —   | —   | 3–0 |
| 2   | Juventud Unida (G) (E)          | 5   | 4 | 1 | 2 | 1 | 10 | 8  | +2 |                                       |     | —   | —   | 3–3 | 2–2 | —   |
| 3   | Boca Unidos (E)                 | 5   | 4 | 1 | 2 | 1 | 6  | 6  | 0  |                                       | 0–1 | —   | —   | 1–1 | —   |     |
| 4   | Unión (S) (E)                   | 4   | 4 | 0 | 4 | 0 | 5  | 5  | 0  |                                       | 1–1 | —   | —   | —   | 1–1 |     |
| 5   | Defensores de Belgrano (VR) (E) | 1   | 4 | 0 | 1 | 3 | 2  | 9  | −7 |                                       | —   | 0–3 | 1–2 | —   | —   |     |

### Zona Sul
| Pos | Equipe                | Pts | J | V | E | D | GP | GC | SG | Classificação                         |     | DEP | DES | ESL | SPP | CIP | SOL | CDE |
| --- | --------------------- | --- | - | - | - | - | -- | -- | -- | ------------------------------------- | --- | --- | --- | --- | --- | --- | --- | --- |
| 1   | Deportivo Camioneros  | 14  | 6 | 4 | 2 | 0 | 5  | 0  | +5 | Oitavas de final da Reclassificatória |     | —   | —   | 2–0 | —   | 0–0 | —   | 1–0 |
| 2   | Desamparados (E)      | 12  | 6 | 3 | 3 | 0 | 8  | 2  | +6 |                                       |     | 0–0 | —   | 1–0 | —   | 1–1 | —   | —   |
| 3   | Estudiantes (SL) (E)  | 8   | 6 | 2 | 2 | 2 | 5  | 5  | 0  |                                       | —   | —   | —   | 1–0 | —   | 2–2 | 2–0 |     |
| 4   | Sportivo Peñarol (E)  | 7   | 6 | 2 | 1 | 3 | 6  | 5  | +1 |                                       | 0–1 | 0–2 | —   | —   | 1–1 | —   | —   |     |
| 5   | Cipolletti (E)        | 7   | 6 | 1 | 4 | 1 | 3  | 3  | 0  |                                       | —   | —   | 0–0 | —   | —   | 0–1 | 1–0 |     |
| 6   | Sol de Mayo (E)       | 5   | 6 | 1 | 2 | 3 | 4  | 11 | −7 |                                       | 0–1 | 1–4 | —   | 0–4 | —   | —   | —   |     |
| 7   | Círculo Deportivo (E) | 2   | 6 | 0 | 2 | 4 | 0  | 5  | −5 |                                       | —   | 0–0 | —   | 0–1 | —   | 0–0 | —   |     |

## Fase Final

### Final pelo Primeiro Acesso à Primera Nacional
A fase final foi disputada em partida única, em campo neutro designado pelo Conselho Federal, pelo primeiro lugar da fase classificatória tanto da Zona Sul como da Zona Norte. O vencedor foi promovido para Primera Nacional da AFA de 2021. O perdedor classificou-se para as quartas de final da fase reclassificatória. Em caso de igualdade no placar ao final dos 90 minutos do tempo regulamentar, o vencedor foi decidido mediante a cobrança de pênaltis.
| 18 de janeiro de 2021                                                | Güemes (SdE)       | 1 – 1 (4–2 pen.)                                                               | Villa Mitre           | Córdoba                                                 |  |
| 17:10 (UTC−3)                                                        | - David Romero 67' | Relatório                                                                      | - Nicolás Ihitz 90+1' | Estádio: Juan Domingo Perón Árbitro: Lucas Novelli Sanz |  |
|                                                                      |                    | Penalidades                                                                    |                       |                                                         |  |
| - Milton Zarate - Franco Canever - David Romero - Francisco De Souza |                    | - Víctor Manchafico - Maximiliano Tunessi - Carlos Herrera - Maximiliano López |                       |                                                         |  |

Güemes (SdE) conquistou o campeonato e o acesso à Primera Nacional.

## Fase Reclassificatória

### Oitavas de final
Foi integrada pelos clubes posicionados do 2º ao 7ª lugar em cada zona da fase classificatória e dos líderes de cada zona da fase Reválida, num total de 14 clubes em 7 chaves. Foi disputará por eliminação direta em partidas únicas e os ganhadores avançaram às quartas de final. O chaveamento foi determinado com base em uma nova classificação, que foi obtida da seguinte maneira: os clubes da 2ª colocação das zonas da fase classificatória foram reordenados para a 1ª e 2ª posição de acordo com os pontos ganhos; os da 3ª colocação de cada zona foram para a 3ª e 4ª posição de acordo com os pontos ganhos na fase classificatória; e assim por diante, até os da 7ª colocação que foram reordenados na 11ª e 12ª colocação; já os clubes provenientes da fase Reválida foram reordenados na 13ª e 14ª posição de acordo com o promedios de pontos obtidos na respectiva fase. Em caso de empate em pontos, o novo ordenamento dos times oriundos da fase classificatória obedeceu aos seguintes critérios de desempate: 1) Maior saldo de gols, 2) Mais gols marcados, 3) Mais gols marcados fora de casa, 4) Sorteio. Para os clubes da da fase Reválida, o desempate em pontos para o reordenamento se deu por meio de sorteio. O mando de campo foi do time com a melhor posição na nova classificação. Em caso de igualdade ao fim dos 90 minutos regulamentar, o vencedor da chave foi conhecido através das cobranças de pênaltis.
| 17 de janeiro de 2021 | Douglas Haig                                | 2 – 1     | Defensores (P)     | Pergamino                                              |  |
| 17:15 (UTC−3)         | - Joaquín Fernández 34' - Franco Stella 85' | Relatório | - Iván Valente 31' | Estádio: Miguel Morales Árbitro: Maximiliano Macheroni |  |

| 17 de janeiro de 2021 | Deportivo Maipú     | 1 – 0     | Deportivo Camioneros | Maipú                                                    |  |
| 17:30 (UTC−3)         | - Matias Persia 20' | Relatório |                      | Estádio: Omar Higinio Sperdutti Árbitro: Jonathan Correa |  |

| 17 de janeiro de 2021 | Central Norte                                             | 3 – 3 (2–4 pen.) | Sportivo Belgrano                                              | Salta                                           |  |
| 18:00 (UTC−3)         | - Luciano Giménez 35' - Martín Bravo 37' - Enzo Gaggi 84' | Relatório        | - Brian Camisassa 52' - Ezequiel Gaviglio 67' - Enzo Avaro 71' | Estádio: Padre Martearena Árbitro: Nelson Bejas |  |

| 17 de janeiro de 2021 | Juventud Unida Universitario | 1 – 1 (4–5 pen.) | Deportivo Madryn    | San Luis                                            |  |
| 19:00 (UTC−3)         | - Hernán González 69'        | Relatório        | - Fabio Giménez 76' | Estádio: Mario Sebastián Diez Árbitro: Sergio Testa |  |

| 17 de janeiro de 2021 | Olimpo                                         | 3 – 3 (4–5 pen.) | Sportivo Las Parejas                                                          | Bahía Blanca                                                 |  |
| 20:00 (UTC−3)         | - Braian Guille 12', 65' - Martín Ferreyra 70' | Relatório        | - Santiago Gutiérrez 1' - Daniel Salvatierra 16' - Maximiliano Bocchietti 55' | Estádio: Roberto Natalio Carminatti Árbitro: Gastón Brizuela |  |

| 17 de janeiro de 2021 | Chaco For Ever             | 2 – 0     | Sansinena | Resistência                                                    |  |
| 20:00 (UTC−3)         | - Julio Cáceres 37', 90+1' | Relatório |           | Estádio: Estádio Juan Alberto García Árbitro: Luis Lobo Medina |  |

| 17 de janeiro de 2021 | Sarmiento (R)                            | 2 – 1     | Huracán Las Heras         | Resistência                                  |  |
| 20:00 (UTC−3)         | - Sebastian Parera 27' - Tomás Berra 58' | Relatório | - Maximiliano Herrera 33' | Estádio: Centenário Árbitro: Fabricio Llobet |  |

### Quartas de final
Foi integrada pelos sete clubes vencedores das 7 chaves das oitavas de final e pelo perdedor da fase final pelo primeiro acesso, num total de 8 clubes em 4 chaves. Disputada por eliminação direta em partidas únicas, e os quatro vencedores avançaram às quartas de final. Para determinação das chaves foi feito uma nova classificação: o clube perdedor da fase final ocupou a 1ª posição; os clubes restantes manterão as respectivas ordenações das oitavas de final. O mando de campo foi do time com a melhor posição na nova classificação. Em caso de igualdade ao fim dos 90 minutos regulamentar, o vencedor da chave seria conhecido através das cobranças de pênaltis (mas não foi necessário em nenhuma das chaves).
| 22 de janeiro de 2021 | Douglas Haig | 0 – 2     | Sarmiento (R)                             | Pergamino                                       |  |
| 17:15 (UTC−3)         |              | Relatório | - Luis Silba 68' - Sergio Sagarzazú 90+1' | Estádio: Miguel Morales Árbitro: Carlos Córdoba |  |

| 22 de janeiro de 2021 | Deportivo Maipú     | 1 – 0     | Sportivo Las Parejas | Maipú                                                     |  |
| 17:30 (UTC−3)         | - Matias Persia 13' | Relatório |                      | Estádio: Omar Higinio Sperdutti Árbitro: Luís Lobo Medina |  |

| 22 de janeiro de 2021 | Chaco For Ever | 0 – 1     | Deportivo Madryn     | Resistência                                                  |  |
| 19:00 (UTC−3)         |                | Relatório | - Nicolás Torres 80' | Estádio: Estádio Juan Alberto García Árbitro: Andrés Gariano |  |

| 23 de janeiro de 2021 | Villa Mitre                                             | 2 – 0     | Sportivo Belgrano | Bahía Blanca                                      |  |
| 20:30 (UTC−3)         | - Maximiliano Tunessi 72' (pen.) - Carlos Herrera 90+6' | Relatório |                   | Estádio: El Fortín Árbitro: Maximiliano Macheroni |  |

### Semifinal
Foi integrada pelos quatro clubes vencedores das 4 chaves das quartas de final, sendo disputada por eliminação direta em partidas únicas, e os dois vencedores avançaram à semifinal. Para determinação das chaves os clubes mantiveram as respectivas ordenações das quartas de final. O mando de campo foi do time com a melhor posição na classificação. Em caso de igualdade ao fim dos 90 minutos regulamentar, o vencedor da chave foi conhecido através das cobranças de pênaltis.
| 27 de janeiro de 2021 | Deportivo Maipú                              | 2 – 0     | Sarmiento de Resistência | Maipú                                                           |  |
| 17:30 (UTC−3)         | - Leandro Corulo 78' (pen.) - Luis Daher 88' | Relatório |                          | Estádio: Omar Higinio Sperdutti Árbitro: Gastón Monzón Brizuela |  |

| 27 de janeiro de 2021 | Villa Mitre              | 1 – 1 (3–4 pen.) | Deportivo Madryn              | Bahía Blanca                             |  |
| 20:30 (UTC−3)         | - Maximiliano Tunessi 1' | Relatório        | - 90+1' (pen.) Emiliano Lopez | Estádio: El Fortín Árbitro: Nelson Bejas |  |

### Final pelo Segundo Acesso à Primera Nacional
Foi integrada pelos dois clubes vencedores das 2 chaves da semifinal, sendo disputada por eliminação direta em partida única. Os clubes mantiveram as respectivas colocações da semifinal. O mando de campo foi do time com a melhor posição na classificação. O vencedor foi promovido à Primera Nacional de 2021. O perdedor disputará uma repescagem de promoção contra um clube da Primera B Metropolitana por um terceiro acesso à Primera Nacional de 2021. Em caso de igualdade ao fim dos 90 minutos regulamentar, o vencedor seria conhecido através das cobranças de pênaltis (mas não foi necessário).
| 31 de janeiro de 2021 | Deportivo Maipú                        | 2 – 0     | Deportivo Madryn | Maipú                                                     |  |
| 17:15 (UTC−3)         | - Álvaro Veliez 7' - Matias Persia 25' | Relatório |                  | Estádio: Omar Higinio Sperdutti Árbitro: Pablo Echavarría |  |

Deportivo Maipú venceu a fase do Segundo Ascenso e foi promovido à Primera Nacional de 2021.

## Estatísticas

### Artilharia
| Rank | Nome                | Equipe                         | Gols |
| ---- | ------------------- | ------------------------------ | ---- |
| 1    | Nelson David Romero | Güemes de Santiago del Estero  | 6    |
| 1    | Maximiliano Tunessi | Villa Mitre                    | 6    |
| 2    | Julio César Cáseres | Chaco For Ever                 | 4    |
| 2    | Matías Persia       | Deportivo Maipú                | 4    |
| 2    | Franco Lonardi      | Juventud Unida de Gualeguaychú | 4    |

Fonte: Mundo Ascenso (em castelhano) e Ascenso del Interior (em castelhano)

## Premiação
| Campeonato Argentino de Futebol de 2020 Torneo Federal A de Transição de 2020                |
| -------------------------------------------------------------------------------------------- |
| Club Atlético Güemes Campeão (1º título do Torneo Federal A) (2º título da Terceira Divisão) |